# Pandunia
La pandunia è una lingua ausiliaria internazionale attualmente parlata da poche centinaia di parlanti, anche online quotidianamente attraverso social network come Reddit e Telegram. I fonemi sono semplici, la grammatica concisa e apprendibile rapidamente. La lingua è molto completa nelle aree geografiche e culturali.
La pandunia è una lingua artificiale con una struttura molto semplice del tipo che i linguisti definiscono isolante, cioè priva di flessione. Le parole rimangono sempre nella loro forma originale, qualunque sia la loro funzione all'interno della frase. La stessa parola può avere valore di verbo, nome, aggettivo o preposizione. Le funzioni grammaticali vengono svolte da alcune parole operatrici e dall'ordine delle parole.
La pandunia è scritto con l'alfabeto latino senza caratteri speciali, segni diacritici o doppie vocali o consonanti. La pronuncia è molto semplice e regolare e ad ogni lettera corrisponde sempre lo stesso suono.
L'obiettivo di pandunia è quello di facilitare la comunicazione internazionale rappresentando al meglio una convergenza per uguaglianza, prevalenza e semplicità, delle varie lingue presenti sul pianeta. Inoltre, più di venti delle lingue più diffuse servono come fonti per le radici della pandunia, tra le altre inglese, spagnolo, hindi, francese, portoghese, russo, turco, cinese, arabo, indonesiano, giapponese e swahili.

## Alfabeto
L'alfabeto pandunia è formato da 24 lettere:
| Lettera | Suono  | Italiano   | Nomi |
| ------- | ------ | ---------- | ---- |
| A a     | [ a ]  | a (acqua)  | a    |
| B b     | [ b ]  | b (bocca)  | be   |
| C c     | [ tʃ ] | c (cielo)  | ce   |
| D d     | [ d ]  | d (danza)  | de   |
| E e     | [ e ]  | e (eco)    | e    |
| F f     | [ f ]  | f (fuoco)  | fe   |
| G g     | [ g ]  | g (grande) | gi   |
| H h     | [ h ]  | h (hotel)  | ha   |
| I i     | [ i ]  | i (ira)    | i    |
| J j     | [ dʒ ] | g (gioco)  | ja   |
| K k     | [ k ]  | ch (chela) | ka   |
| L l     | [ l ]  | l (luna)   | la   |
| M m     | [ m ]  | m (mela)   | ma   |
| N n     | [ n ]  | n (nave)   | ni   |
| O o     | [ o ]  | o (ora)    | o    |
| P p     | [ p ]  | p (porta)  | po   |
| R r     | [ r ]  | r (rosso)  | ro   |
| S s     | [ s ]  | s (sole)   | so   |
| T t     | [ t ]  | t (toro)   | to   |
| U u     | [ u ]  | u (ultimo) | u    |
| V v     | [ v ]  | u (uomo)   | vi   |
| X x     | [ ʃ ]  | sc (sci)   | xu   |
| Y y     | [ j ]  | i (ieri)   | yu   |
| Z z     | [ z ]  | s (rosa)   | zu   |

La lettera "c" viene sempre pronunciata dolce, anche davanti ad "a", "o" e "u", come in "cielo".
La lettera "x" viene sempre pronunciata "sc" come in "scialuppa".

## Grammatica
La morfologia è totalmente isolante. La parola non muta mai dalla forma base e la sua funzione si riconosce dal contesto. Ogni parola può essere usata come nome, verbo, aggettivo o avverbio. Ad esempio:

### Pronomi
I pronomi sono:
- mi, io
- tu, tu
- da, egli, ella o esso
- mimen, noi
- tumen, voi
- damen, essi

Gli aggettivi possessivi si formano aggiungendo il suffisso su ai pronomi personali: mi su mio, tu su tuo, etc.

### Ordine delle parole
La sintassi generale della frase segue l'ordine Soggetto Verbo Oggetto.

## Provenienza del lessico
Le radici lessicali della pandunia sono scelte in base al principio della massima internazionalità globale.
Comparazione di alcune parole in pandunia e in altre lingue:
- cai (tè) é simile al mandarino (茶, chá), al giapponese (茶, cha), al coreano (차, cha), al russo (чай, ĉaj), all'hindi (चाय, cāy), al swahili (chai), al portoghese (chà) ecc.
- nam (nome) é simile all'hindi (नाम , nām), all’indonesiano (nama),  al giapponese (名前, namae), all'inglese (name), al tedesco (Name) ecc.
- rang (colore) é simile al persiano (رنگ rang), all’hindi (रंग  raṃg), al turco (renk), al swahili (rangi), al lingala (langi) ecc.
- safar (viaggio) é simile all'arabo (سفر safar), al turco (sefer), al swahili (safari), all'italiano (safari) ecc.